# Županja
Županja – miasto i gmina w Chorwacji, w żupanii vukowarsko-srijemskiej. W 2011 roku liczyła 12 090 mieszkańców.

## Geografia
Županja leży 31 km na południowy zachód od Vinkovci, nad rzeką Sawą, na wysokości 86 m n.p.m.
Przez miasto przebiegają autostrada A3 z Zagrzebia do granicy z Serbią i linia kolejowa do Vinkovci.
Miejscowa gospodarka opiera się na przemyśle metalowym i spożywczym.

## Historia
Pierwsza historyczna wzmianka o Županji (jako Županje Blato) pochodzi z 1501 roku.
W 1536 roku jej obszar został podbity przez Imperium Osmańskie. W 1691 roku kontrolę przejęła Monarchia Habsburgów, która włączyła Županję do Pogranicza Wojskowego.
W 1881 roku Županja stała się siedzibą powiatu. W 1884 roku angielski kapitał zbudował zakład garbarski i fabrykę beczek, które działały do 1936 roku. Po zakończeniu I wojny światowej w granicach Królestwa Jugosławii (w latach 1929–1931 w banowinie drińskiej, w latach 1931–1939 w banowinie sawskiej, następnie w Banowinie Chorwacji).
W latach 1991–1995, w trakcie wojny w Chorwacji, miasto silnie ucierpiało.